# Paul Kominek
Paul Kominek (* 1978 in Gliwice) ist ein unter Projektnamen wie Turner und Pawel bekannter Musiker und DJ im Bereich der elektronischen Musik. Gemeinsam mit den Musikern David Lieske (Carsten Jost) und Peter M. Kersten (Lawrence) ist er Betreiber des Plattenlabels Dial Records. Daneben widmet sich Kominek auch der Schauspielerei und veröffentlichte ein Reisemagazin.

## Leben
Paul Kominek wurde 1978 in Polen geboren und wuchs in Frankfurt am Main auf. Seit den frühen 1990er Jahren beschäftigte er sich mit elektronischer Musik wie Chicago House und Detroit Techno. Als wichtige Einflüsse nennt er die deutschen Plattenlabel Playhouse und Klang Elektronik sowie die frühen Veröffentlichungen der britischen IDM-Label Warp Records und Rephlex Records.
Nach dem Schulabschluss zog Kominek nach Hamburg, wo er mit dem Tocotronic-Bassisten Jan Müller in einer Wohngemeinschaft lebte.
Seine erste Single unter dem Pseudonym Turner erschien 1998 auf dem Hamburger Plattenlabel Ladomat 2000. Im gleichen Jahr folgte ebenfalls auf Ladomat 2000 sein Debütalbum Lukin Orgel, dass überwiegend poppige House-Stücke enthielt.
Im Jahr 2000 folgte das zweite Album Disappearing Brother, auf dem Kominek erstmals mit Gesang experimentierte. Die aus dem Album ausgekoppelte Single Been Out entwickelt sich zu einem kleinen Electropop-Hit.
Während Kominek seine clubtauglichen Stücke fortan unter dem Alias Pawel veröffentlichte, erschienen die eher dem Genre des Indietronic zugehörigen ruhigeren Stücke, oftmals mit Gesang und klassischer Instrumentierung, weiterhin unter dem Pseudonym Turner.
Im Jahr 2000 gründete Kominek gemeinsam mit den Musikern David Lieske (Carsten Jost) und Peter M. Kersten (Lawrence) das Plattenlabel Dial Records, auf dem neben den drei Gründern unter anderem Pantha du Prince, Efdemin, Phantom/Ghost und Isolée veröffentlichten.
Im Jahr 2002 erschien das dritte Turner-Album A Pack Of Lies (Ladomat 2000), das Turner als Vorband von Tocotronic bei deren Tour zum Album Tocotronic präsentierte.
Nach längerer Pause erschien 2005 das vierte Album Slow Abuse. Das erste Album als Pawel erschien im Jahr 2010 auf Dial.
Zwischenzeitlich widmete sich Kominek der Schauspielerei und übernahm in Claudia Rorarius’ 2009 erschienenem Film Chi l'ha visto - Wo bist du die Rolle des Paul.
Ebenfalls 2009 gründete er mit dem Dial-Musiker John Roberts das Magazin The Travel Almanac, das sich mit Reisen aus der Perspektive weitgereister Künstler, Musiker, Schriftsteller und Filmschaffender auseinandersetzt. Das Magazin wurde 2017 mit dem German Design Award für bestes Editorial Design ausgezeichnet.
Neben seinen eigenen Veröffentlichungen ist Kominek auch als Remixer aktiv und lieferte unter anderem Neubearbeitungen für Yoshinori Sunahara (Journey Beyond The Stars, 1998), Tocotronic (Das Geschenk, 1999), Quarks (Königin, 2000), Golden Boy with Miss Kittin (Rippin Kittin, 2001), Ellen Allien (Stadtkind, 2001) oder Martin L. Gore (Das Lied vom einsamen Mädchen, 2001).

## Diskographie (Auswahl)

### Alben
- 1998: Turner – Lukin Orgel (Ladomat 2000)
- 2000: Turner – Disappearing Brother (Ladomat 2000)
- 2002: Turner – A Pack Of Lies (Ladomat 2000)
- 2005: Turner – Slow Abuse (Ladomat 2000)
- 2010: Pawel – Pawel (Dial)

### Singles und EPs
- 1997: Keni Mok – Biocenter EP (Poets Club Records)
- 1998: Turner – Imschwung (Ladomat 2000)
- 1999: Turner – Multiorgel & Porze (Ladomat 2000)
- 2000: Turner – Been Out (Ladomat 2000)
- 2000: Turner – Head In The Sky (Ladomat 2000)
- 2001: Pawel – Into Pieces (Dial)
- 2002: Turner – My Aeroplane Mania (Ladomat 2000)
- 2004: Turner – After Work (Ladomat 2000)
- 2004: Drama Society feat. Turner – Crying Hero (Turbo)
- 2004: Alexander Kowalski with Turner – Lock Me Up (Voidcom)
- 2004: Pawel – Grab It EP (Dial)
- 2005: Turner – When Will We Leave (Ladomat 2000)
- 2006: Pawel – Ceramics (Dial)
- 2007: Pawel – Jujuy & Salta (Orphanear)
- 2008: Turner – She Was Sent Remixes (Orphanear)
- 2009: Pawel – Lines & Curves EP (Ransom Note US)
- 2009: Pawel – Berkeley (Dial)
- 2010: Pawel – The Remixes (Dial)